# Roberto Rambaudi
Roberto Rambaudi (ur. 12 stycznia 1966 w Moncalieri) – włoski piłkarz grający na pozycji pomocnika. W swojej karierze rozegrał 2 mecze w reprezentacji Włoch.

## Kariera klubowa
Karierę piłkarską Rambaudi rozpoczął w klubie Torino Calcio. W sezonie 1984–1985 był członkiem kadry pierwszego zespołu, jednak nie zaliczył w nim debiutu w Serie A. W 1985 roku odszedł do Omegny Calcio, a w 1986 roku do Pavii. Zawodnikiem Pavii był do końca sezonu 1987/1988, a w sezonie 1988/1989 występował w Perugii.
Latem 1989 roku Rambaudi podpisał kontrakt z Foggią. W sezonie 1990/1991 awansował z nią z Serie B do Serie A. Swój pierwszy mecz we włoskiej ekstraklasie rozegrał 1 września 1991 przeciwko Interowi Mediolan. W meczu tym padł remis 1:1. Z kolei 22 września 1991 w domowym meczu z Cagliari Calcio (3:1) strzelił swojego premierowego gola w Serie A. W Foggi grał do lata 1992.
W 1992 roku Rambaudi odszedł do Atalanty BC, a w 1994 roku podpisał kontrakt z S.S. Lazio. Wiosną 1998 roku zdobył z Lazio Puchar Włoch, a latem tamtego roku sięgnął po Superpuchar Włoch. Jeszcze w 1998 roku odszedł z Lazio do Genoi. Występował w niej w sezonie 1998/1999. Z kolei w sezonie 1999/2000 był zawodnikiem Treviso Calcio, w którym zakończył swoją karierę piłkarską.
| Sezon   | Klub           | Kraj   | Rozgrywki | Mecze | Bramki |
| ------- | -------------- | ------ | --------- | ----- | ------ |
| 1984/85 | Torino Calcio  | Włochy | Serie A   | 0     | 0      |
| 1985/86 | Omegna Calcio  | Włochy | Serie D   | 29    | 4      |
| 1986/87 | AC Pavia       | Włochy | Serie D   | 32    | 12     |
| 1987/88 | AC Pavia       | Włochy | Serie C   | 29    | 6      |
| 1988/89 | Perugia Calcio | Włochy | Serie C   | 28    | 8      |
| 1989/90 | US Foggia      | Włochy | Serie B   | 37    | 7      |
| 1990/91 | US Foggia      | Włochy | Serie B   | 37    | 15     |
| 1991/92 | US Foggia      | Włochy | Serie A   | 26    | 1      |
| 1992/93 | Atalanta BC    | Włochy | Serie A   | 31    | 6      |
| 1993/94 | Atalanta BC    | Włochy | Serie A   | 26    | 2      |
| 1994/95 | S.S. Lazio     | Włochy | Serie A   | 32    | 4      |
| 1995/96 | S.S. Lazio     | Włochy | Serie A   | 28    | 2      |
| 1996/97 | S.S. Lazio     | Włochy | Serie A   | 28    | 4      |
| 1997/98 | S.S. Lazio     | Włochy | Serie A   | 21    | 4      |
| 1998/99 | Genoa 1893     | Włochy | Serie B   | 7     | 0      |
| 1999/00 | Treviso Calcio | Włochy | Serie B   | 13    | 0      |

## Kariera reprezentacyjna
W reprezentacji Włoch Rambaudi zadebiutował 8 października 1994 roku w wygranym 2:0 meczu eliminacji do Euro 96 z Estonią. W kadrze narodowej rozegrał łącznie 2 mecze, oba w 1994 roku.
| Mecze i gole w reprezentacji | Mecze i gole w reprezentacji | Mecze i gole w reprezentacji | Mecze i gole w reprezentacji | Mecze i gole w reprezentacji | Mecze i gole w reprezentacji | Mecze i gole w reprezentacji |
| #                            | Data                         | Stadion                      | Rywal                        | Wynik                        | Gol                          | Rozgrywki                    |
| 1994                         | 1994                         | 1994                         | 1994                         | 1994                         | 1994                         | 1994                         |
| ---------------------------- | ---------------------------- | ---------------------------- | ---------------------------- | ---------------------------- | ---------------------------- | ---------------------------- |
| 1.                           | 08.10.1994                   | Tallinn, Estonia             | Estonia                      | 2:0                          | 0                            | el. ME 1996                  |
| 2.                           | 16.11.1994                   | Palermo, Włochy              | Chorwacja                    | 1:2                          | 0                            | el. ME 1996                  |